# Hordaland
Hordalandⓘ là một hạt ở Na Uy. Hạt này giáp Sogn og Fjordane, Buskerud, Telemark và Rogaland. Hordaland là hạt lớn thứ 3 sau Akershus và Oslo tính về mặt dân số. Trung tâm hành chính nằm ở Bergen. Trước năm 1972, Bergen là một đơn vị hành chính ngoài Hordaland.
Hordaland (tiếng Na Uy Cổ: Hörðaland) (tiếng Frisia Cổ: Hörnaland) là tên cũ của vùng này. Cho đến năm 1919, tên gọi của hạt là Søndre Bergenhus amt 
Huy hiệu được sử dụng chính thức cho Hordaland năm 1961 - nhưng đã được vùng Sunnhordland sử dụng vào thế kỷ 14.

## Địa lý
Hordaland có hình bán nguyệt. Hạt này nằm ở bờ biển tây của Na Uy, bị Hardangerfjorden dài và sâu chia ra hai phần tây nam và tây bắc. Đây là một trong những fio vịnh hẹp chính của Na Uy và thu hút nhiều du khách. Khoảng một nửa vườn quốc gia Hardangervidda nằm ở hạt này. Hạt này cũng nổi tiếng với nhiều thác nước nổi tiếng của Na Uy, như Vøringsfossen và Stykkjedalsfossen. Ở đây cũng có các sông băng Folgefonna vàd Hardangerjøkulen.
Hơn 60% dân số sống ở Bergen và khu vực phụ cận. Các trung tâm bán đô thị có Leirvik, Voss và Odda.

## Người nổi tiếng từ Hordaland
- Alan Walker, DJ và nhà sản xuất thu âm từ Bergen (người Na Uy gốc Anh)
- Kygo,  DJ, nhà sản xuất thu âm, nhạc sĩ và nghệ sĩ từ Bergen (sinh tại Singapore)
- Ole Bull, nhà soạn nhạc và nghệ sĩ violon từ Bergen
- Edvard Grieg, nhà soạn nhạc từ Bergen
- Ludvig Holberg, nhà văn, nhà viết kịch từ Bergen
- Roald "Kniksen" Jensen, cầu thủ bóng đá từ Bergen
- Leif Andreas Larsen, sĩ quan hàng hải từ Bergen
- Christian Michelsen, nhà chính trị từ Bergen, thủ tướng đầu tiên của Na Uy
- Kari Traa, vận động viên trượt tuyết từ Voss
- Varg Vikernes, nhạc công black metal
- Herman Friele, thị trưởng, vua cà phê
- Sissel Kyrkjebø, ca sĩ
- Gerhard Henrik Armauer Hansen bác sĩ từ Bergen, người phát hiện ra vi khuẩn bệnh phong Mycobacterium leprae

## Các quận

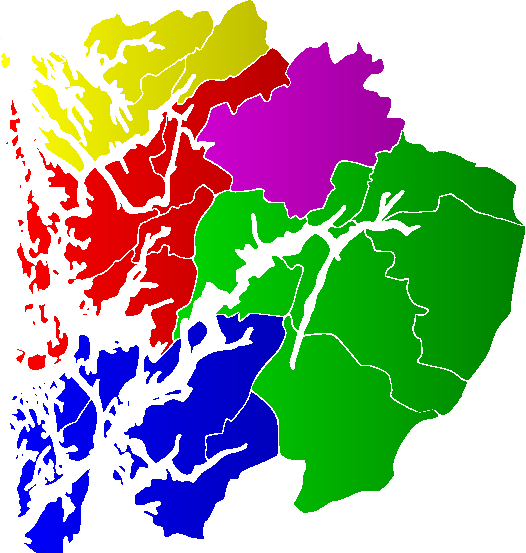
Vị trí của các quận Hordaland: xanh dương là Hardanger, tím là Voss, xanh da trời là Sunnhordland, đỏ là Midhordland, vàng là Nordhordland.

Hạt này được chia thành các quận truyền thống. Các quận trong đất liền là Hardanger và Voss còn các quận ven biển là Sunnhordland, Midhordland và Nordhordland [sic].

## Các đô thị
Hordaland có 33 đô thị:
| 1. Askøy 2. Austevoll 3. Austrheim 4. Bergen 5. Bømlo 6. Eidfjord 7. Etne 8. Fedje 9. Fitjar 10. Fjell 11. Fusa 12. Granvin 13. Jondal 14. Kvam 15. Kvinnherad 16. Lindås 17. Masfjorden | 1. Meland 2. Modalen 3. Odda 4. Os 5. Osterøy 6. Øygarden 7. Radøy 8. Samnanger 9. Stord 10. Sund 11. Sveio 12. Tysnes 13. Ullensvang 14. Ulvik 15. Vaksdal 16. Voss |